# Selim I
Selim I (tiếng Thổ Nhĩ Kỳ: I. Selim; 10 tháng 10, 1465 – 22 tháng 9, 1520) là vị vua thứ 9 của đế quốc Ottoman, trị vì từ năm 1512 đến 1520. Ông là một vị vua tài ba trong lịch sử Thổ Nhĩ Kỳ, người đã sáp nhập vùng Trung Đông vào đế quốc của mình sau một loạt chinh chiến.
Vì tính khí tàn bạo, ông có ngoại hiệu là Yavuz Sultan Selim, dịch là Selim the Stern trong tiếng Anh, và tạm dịch là 'Selim hà khắc' trong tiếng Việt.

## Tuổi trẻ
Selim chào đời năm 1465 tại Amasya, là con trai của Bayezid II (1481 - 1512) và là cháu nội của Mehmed II (1444 - 46 rồi 1451 - 81). Mẹ của Selim là Aysha Hatun. Selim được mô tả là một con người cao to, và rất giỏi về cưỡi ngựa và đánh kiếm. Thuở nhỏ, ông theo học Mevlana Abdulhalim, một nhà giáo có tiếng ở kinh thành. Dưới triều đại Bayezid II, Selim được vua cha phong làm quan Tổng trấn Trabzon. Tại đây, ông được học hỏi thêm về phương pháp cai trị cũng như hệ thống quân sự của nhà nước phong kiến Ottoman.

## Sự nghiệp

### Chiến tranh với Gruzia và Caucasius
Thấy nước Gruzia láng giếng có nhiều hoạt động chống lại nhà Ottoman, Yavuz Sultan Selim đã ba lần tự ý ra quân đánh nước này. Quân Ottomani toàn thắng, và chiếm giữ Kars, Erzurum và Artvin (1508) và nhờ những hành động và thành công anh hùng của mình, ông ta được đặt tên là "Yavuz". Yavuz Sultan Selim đã tự ý mang quân tấn công vào vùng Caucasia mà không có sự cho phép của cha mình là Sultan Beyazid và sau đó hầu hết người Gruzia sống ở các vùng đất này đều cải sang Đạo Hồi.

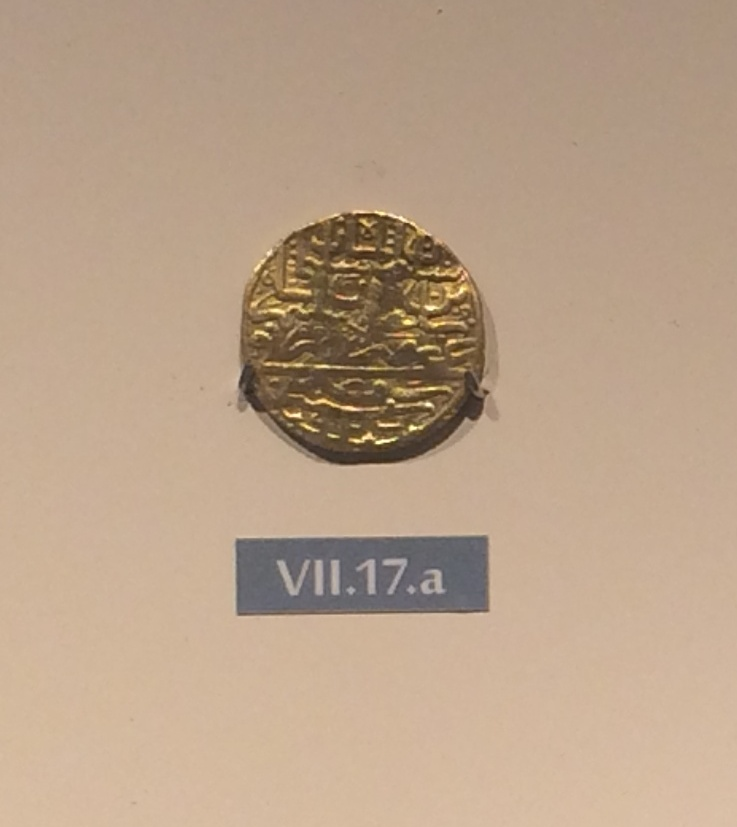
Một đồng tiền vàng được đúc dưới thời Selim I, năm 1519. Hiện đồng tiền trưng bày tại Bảo tàng Lịch sử Budapest

### Xung đột với phụ hoàng
Yavuz Sultan Selim đã tấn công Caucasia mà không có sự cho phép của cha mình là Sultan Beyazid và sau đó ông muốn có một chức vụ thống đốc ở Rumeli để được ở gần kinh thành Istanbul. Khi không thể có được thứ mình muốn, ông ta đã phát quân tấn công Edirne qua Rumeli, nhưng sau đó ông bị quân đội của cha mình đánh bại và đã may mắn trốn thoát được đến Crimea. Năm 1512, Sehzade Ahmet, người con thứ tư của cha mình, được các quan kêu gọi đến Istanbul để trở thành người cai trị tiếp theo. Tuy nhiên lần này, cấm vệ quân Janissary đã nổi loạn và vì thế ông ta bị đá khỏi ngai vàng. Sau đó, Phụ hoàng Bayeizid II miễn cưỡng buộc phải nhường ngôi lại cho Yavuz Sultan Selim.

### Lên ngôi
Năm 1502, Ismail I sáng lập nhà Safavid ở Ba Tư. Ismail I vốn là một người theo hệ phái Shia của đạo Hồi, đã tiến hành xâm lấn lãnh thổ đồng thời truyền bá Shia vào Ottoman thuộc hệ phái Sunni. Hay tin, Bayezid II cho quan quân đi đánh dẹp, nhưng không nổi. Thậm tệ nhất là khi tể tướng của triều đình Ottoman là Ali Pasha chết trong khi dẹp giặc.

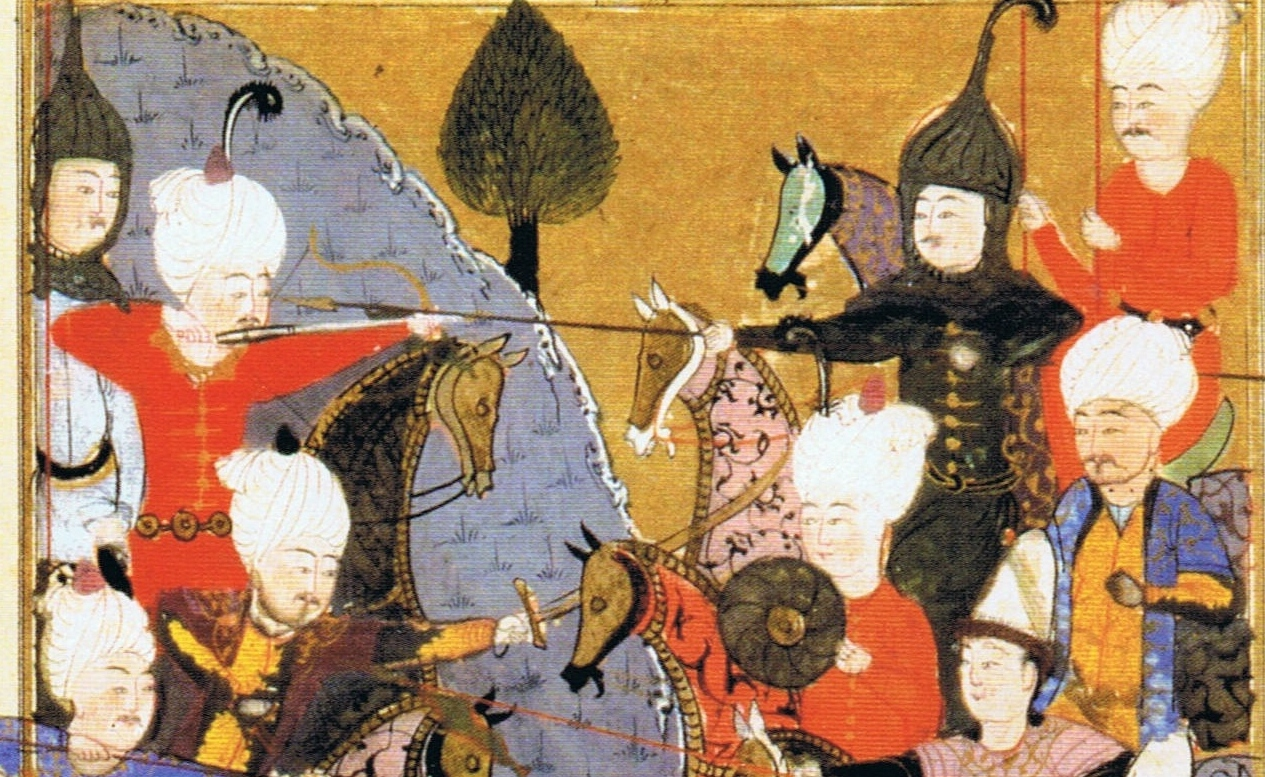
Cảnh cận chiến giữa hai anh em Ahmed và Selim.

Năm 1512, nhận thấy sự yếu kém của nhà vua, các quan đại thần trong triều đã quyết định phế truất Bayezid II và thay vào đó là lập người con thứ của nhà vua, Ahmed, người mà họ tin sẽ là một vị vua mạnh mẽ hơn. Tuy nhiên, cuộc chiến tranh giành quyền kế vị bùng nổ giữa Ahmed và Selim. Kết quả là Selim, với sự giúp đỡ của toán Cấm vệ quân Janissary, giành chiến thắng, còn Ahmed bại vong. Sau đó, các quan dự định mời con thứ sáu của vua là Korkut  lên ngôi, nhưng toán Janissary từ chối. Ngày 25 tháng 4 năm 1512, Bayezid ban chiếu thoái vị và truyền ngôi cho Selim. Thế là ông lên ngôi, trở thành vua thứ 9 của nhà Ottoman. Ngay lập tức, ông xử tử các anh em của mình, và cả các con của họ.
Selim là một trong những vị vua thành công và đáng kính nhất của Đế chế. Ông ta cao lớn, mạnh mẽ, dũng cảm, dữ dằn, nhưng rất khiêm tốn mặc dù có năng lực và viết thơ. Ông không bao giờ nghỉ ngơi trong thời gian cai trị của mình, ông làm việc chăm chỉ và tổ chức các chiến dịch, lấp đầy kho bạc với rất nhiều vàng. Ông là một chuyên gia về sử dụng kiếm, bắn cung và đấu vật. Ông ta có ria mép dài nhưng ông ta cắt râu điều đó làm ông không giống như các vị vua khác.

### Mở mang bờ cõi

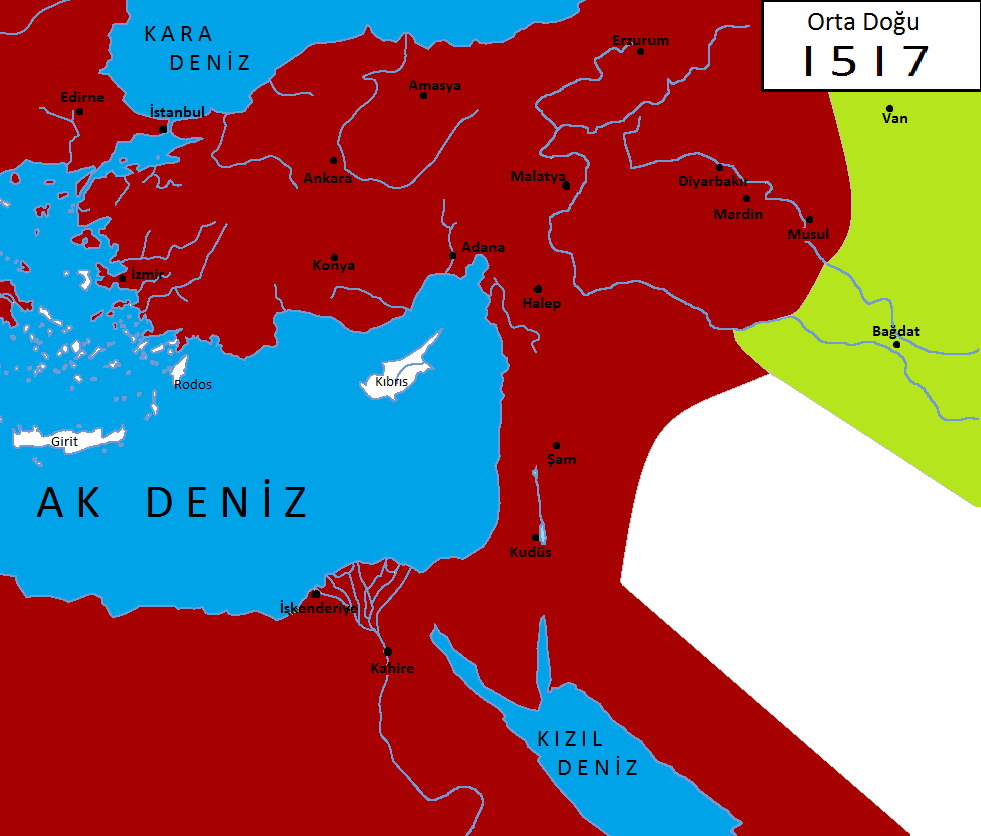
Ottoman năm 1517, sau khi Selim I đánh bại nhà Mamluk

#### Cuộc chinh phạt Ba Tư
Năm 1489, Yavuz Selim trở thành thống đốc của Trabzon. Do mối đe dọa của người Shiis đang phát triển ở Ba Tư, anh ta đã chiến đấu chống lại lực lượng của Shah Ismail. Năm 1508, ông đã vượt qua quân đoàn lớn của Shah và đẩy họ ra khỏi biên giới.
Sultan Selim I có tham vọng xâm chiếm vùng Trung Đông và tiếp tục những cuộc chinh phạt của ông nội là sultan Mehmed II.
Thoạt đầu, ông cất quân xâm lược Đế quốc Ba Tư, để ngăn chặn sự truyền bá giáo phái Shia vào lãnh thổ Ottoman. Sultan Selim I và vua Ismail I nhà Safavid đã gửi nhau nhiều tối hậu thư.
Năm 1514, trước chiến dịch tới Ba Tư, Yavuz Selim I đã ra lệnh đàn áp hàng ngàn người Alevis ở tỉnh Rum ở Anatolia để tránh nguy cơ bị tấn công trong khi hành quân đến lãnh thổ đó cho cuộc chiến.
Ngày 23 tháng 8 năm 1514, hai vua thân chinh đối nhau trong trận Chaldiran nổi tiếng. Selim - với 60.000 - 212.000 quân, đã đại phá 12.000 - 40.000 quân của Ismail. Ismail bị thương, và vợ của vua này bị bắt làm con tin. Sau đó, quân đội Ottoman tạm thời chiếm Tabriz, kinh đô của đế quốc Ba Tư.

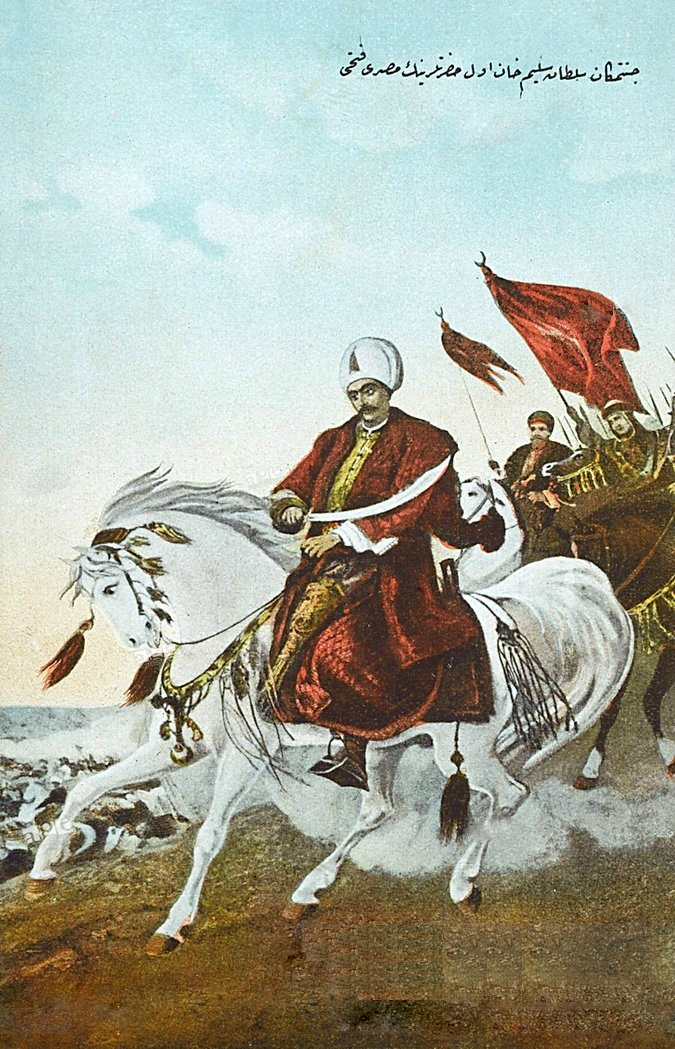
Sultan Thổ Selim I trong cuộc chinh phạt Ai Cập

#### Cuộc chinh phạt Ai Cập
Sau chiến thắng Chaldiran, Selim chuyển chú ý của mình sang Ai Cập do nhà Mamluk cai trị. Thế rồi, ông đã cất quân xâm lược Ai Cập, rồi đập tan quân Mamluk trong trận Marj Dabiq gần Aleppo (1516). Vua nhà Mamluk là Al-Ashraf Qansuh al-Ghawri bại vong và quân Ottoman chặt lấy đầu al-Ghawri. Cùng năm ấy, con al-Ghawri là Tuman bay II lên thay vua cha.
Sau chiến thắng Marj Dabiq, quân Ottoman chiếm Syria, Palestine ngày nay.
Sang năm sau (1517) Selim tiến vào Cairo, và thắng quân Mamluk tại Ridanieh, bắt giết Tuman bay. Kinh đô Cairo thất thủ, Ai Cập, cùng với hai thành phố thánh địa Hồi giáo là Mecca và Medinah sáp nhập vào đế quốc Ottoman. Selim xưng làm Hakim un Haremeyn (Vua của hai miền đất thánh) hay Khadim un Haremeyn (The Servant of The Two Holy Shrines).
Sau cuộc chinh phạt Ai Cập và các miền đất thánh năm 1517, Selim I đã bắt vua nhà Abbasid của Cairo là Al-Mutawakkil III (lên ngôi năm 1509) phải nhường ngôi khalip, đồng thời phải giao chiếc áo choàng và thanh gươm - của thánh Muhammad đạo Hồi - cho ông. Mutawakkil đồng ý, và kể từ đó, Selim - cũng như các vua nhà Ottoman kế vị, đều xưng làm khalip.
Trong các năm 1515 - 1517 Selim đã biến Ottoman thành đế quốc hùng mạnh nhất của thế giới Hồi giáo.

## Qua đời
Selim Yavuz qua đời tại Corlu, Erdine năm 1520, hưởng thọ 55 tuổi, ở ngôi 8 năm. Tương truyền trong thời gian này ông đang chuẩn bị chinh phạt đảo Rhodes ở Hy Lạp.

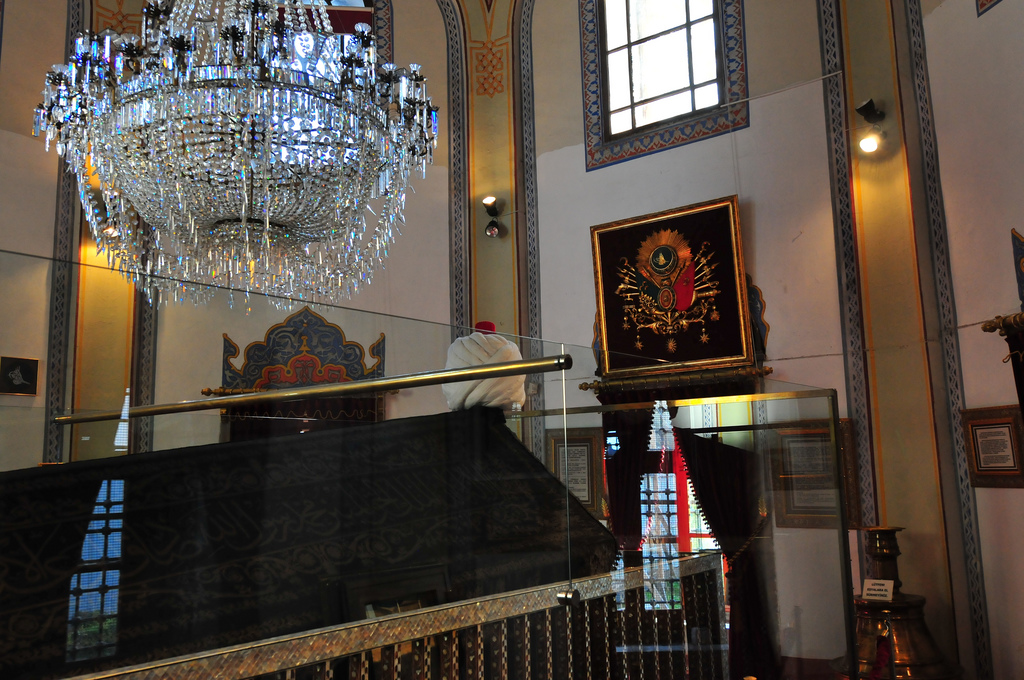
Mô của Thổ hoàng Selim I tại Thánh đường Hồi giáo Sultan Selim

Nghe tin vua cha qua đời, quan Tổng trấn Manisa là Suleiman 25 tuổi lên thay, xây dựng đất nước hùng mạnh. Đó là vua Suleiman I.

## Nhận định
Dù chỉ trị vì trong một thời gian ngắn ngủi, Selim là một vị vua có công với đất nước. Theo các sử gia, Selim có tính khí nóng nảy và cường tráng, giống như một anh hùng.
Ở Thổ Nhĩ Kỳ, tương truyền vẫn thường có một số câu nguyền để lăng mạ những người bất đồng chính kiến "cầu cho ngươi được là một tể tướng của Selim". Câu nói này bắt nguồn từ tính cách tàn bạo của Selim, một người luôn luôn có lòng tin tưởng và kỳ vọng thái quá vào chính các tể tướng và quan lại của mình, đã không ngần ngại xử tử vô số những tể tướng làm phật lòng Selim.

## Danh hiệu
Một số danh hiệu của Selim Yavuz: 
- Sultan
- Padishah
- Kayser-i Rûm (Xêda La Mã)
- Khalip (vua Hồi)
- The Servant of The Two Holy Shrines.

## Phụ
1. ↑  Tiểu sử của Yavuz Sultan Selim Lưu trữ ngày 29 tháng 9 năm 2007 tại Wayback Machine Được truy cập vào ngày 16 tháng 9 năm 2007
2. 1 2 3 4 5 6 7 8 9  Selim I
3. 1 2 3 4 5  "Allabouturkey/Selim I."
4. ↑  Khi đó là quan Tổng trấn Amasya.
5. ↑  Khi đó là quan Tổng trấn Manisa
6. 1 2 3 4  Travel Guide to Turkey
7. ↑  "History and chronology of Selim I of Turkey". Bản gốc lưu trữ ngày 4 tháng 8 năm 2008. Truy cập ngày 4 tháng 12 năm 2008.